# Gnophomyia nycteris
Gnophomyia nycteris là một loài ruồi trong họ Limoniidae. Chúng phân bố ở miền Cổ bắc.